# Richard Wilson (acteur écossais)
Pour les articles homonymes, voir Wilson et Richard Wilson.
Richard Wilson, né le 9 juillet 1936 à Greenock, dans le Renfrewshire, est un acteur écossais.

## Biographie
Il a joué le rôle du médecin de la cour Gaius dans Merlin.
Patrick Préjean est la voix française de l'acteur dans Merlin.

## Filmographie

### Acteur

#### Cinéma
- 1970 : Junket 89 : Mr. Potter
- 1972 : The Trouble with 2B : Mr. Potter
- 1981 : Mark Gertler: Fragments of a Biography : Clive Bell
- 1984 : La Route des Indes de David Lean : Turton
- 1986 : Foreign Body : Col. Partridge
- 1986 : Whoops Apocalypse : Nigel Lipman (Foreign Secrétaire)
- 1987 : Prick Up Your Ears de Stephen Frears : Psychiatrist
- 1989 : How to Get Ahead in Advertising : John Bristol
- 1989 : Une saison blanche et sèche d'Euzhan Palcy : Cloete
- 1992 : Carry on Columbus : Don Juan Felipe
- 1992 : Soft Top Hard Shoulder : Uncle Salvatore
- 1997 : L'Homme qui en savait trop... peu de Jon Amiel : Sir Roger Daggenhurst
- 1999 : Women Talking Dirty : Ronald
- 2005 : The Proposition de John Hillcoat (Mike Burns)
- 2006 : Love (et ses petits désastres) : Registrar
- 2011 : Gnoméo et Juliette : Mr. Capulet (voix)

#### Courts-métrages
- 2000 : Work in Progress
- 2013 : Making Ends Meat

#### Télévision

##### Séries télévisées
- 1965 : Dr. Finlay's Casebook : Mason
- 1967 : Secret Agent : King [Kabuki Group]
- 1967-1968 : The Revenue Men : Waterguard Officer / Controller
- 1968 : The Flight of the Heron : Sir Everard Faulkner
- 1969-1970 : ITV Playhouse : Det. Sgt. Sand / Mr. O'Flanagan / O'Leary / ...
- 1972 : My Good Woman : Reverend Martin Hooper
- 1972 : Thirty Minutes Worth
- 1973-1978 : Crown Court : Jeremy Parsons QC
- 1974 : Soldier and Me : Dr. Nixon
- 1974 : The Tommy Cooper Hour
- 1975 : Not on Your Nellie : Joshua McGrimble
- 1975-1980 : Play for Today : Abercrombie / Consultant / Registrar
- 1976 : Cilla's World of Comedy : Edwin Dawkins
- 1976 : Victorian Scandals : Albert Foster
- 1977 : Big Boy Now! : Andrew MacPherson
- 1977 : The Sunday Drama : Dr.Graham
- 1977 : Yanks Go Home : Rev. Desmond Brierley
- 1977-1980 : A Sharp Intake of Breath : Dad / Basil Dawson / Henshaw / ...
- 1978 : Pickersgill People : Arthur Mackenzie Tooth
- 1978 : Regan : D.C.I. Anderson
- 1978 : Some Mothers Do 'Ave 'Em : Mr. Harris
- 1978 : The CBS Festival of Lively Arts for Young People : TV Director
- 1979 : Chalk and Cheese : Vicar
- 1979-1982 : In Loving Memory : Reverend Chadwick / Percy Openshaw
- 1979-1982 : Only When I Laugh : Gordon Thorpe / Dr. Gordon Thorpe
- 1980 : Strangers : Steven Wardrope
- 1980-1981 : BBC2 Playhouse : Professeur / Tom McCann
- 1982-1983 : Andy Robson : Mr. Ridley
- 1983 : Chessgame : Sir John Ryle
- 1983 : The Nation's Health : Secrétaire of State
- 1985 : Les Aventures de Sherlock Holmes : Duncan Ross
- 1985 : The Last Place on Earth : Scott Keltie
- 1985-1987 : High and Dry : Richard Talbot
- 1985-1990 : Screen Two : Lebedev / Sir Hugo Armstrong / Theodore Watts-Dunton
- 1986 : Emmerdale Farm : Mr. Hal
- 1986 : Howards' Way : Viscount Cunningham
- 1986-1988 : Room at the Bottom : Chaplain Toby Duckworth
- 1987 : Tutti Frutti : Eddie Clockerty
- 1988 : Arena : Eddy Clockerty / Lui-même
- 1988 : Hot Metal : Dicky Lipton
- 1988 : The Play on One : Max
- 1988 : Thompson (en)
- 1989 : A Quiet Conspiracy : Dr. Julius Schwob
- 1990-2001 : One Foot in the Grave : Victor Meldrew
- 1991 : Cluedo : Reverend Green
- 1991 : Selling Hitler : Henri Nannen
- 1992 : Inspecteur Morse : Brian Thornton
- 1992 : Mr. Bean : The Dentist
- 1992 : The Life and Times of Henry Pratt : Mr. Litchfield
- 1992 : Unnatural Pursuits : Hector Duff
- 1992-1994 : The World of Peter Rabbit and Friends : Mr. McGregor
- 1993 : Screenplay : James Forth
- 1994 : Under the Hammer : Ben Glazier
- 1996 : Les Voyages de Gulliver : Professeur of Language
- 1998 : Dans le rouge : Lord Tone
- 1998 : Duck Patrol : PC Roland 'Prof' Rose
- 1999 : Brave New World (tr)
- 1999 : Life Support : John Doone
- 1999 : Other Animals : Alex Cameron
- 2001 : High Stakes : Bruce Morton
- 2001 : La Vie comme elle est : Alex Cameron
- 2004-2005 : Born and Bred : Dr. Donald Newman
- 2005 : Doctor Who : Dr. Constantine
- 2007-2008 : Kingdom : Professeur Barkway
- 2008-2012 : Merlin : Gaius
- 2009 : Demons : Père Simeon
- 2009 : New Tricks : Père Bernard
- 2009-2010 : Children in Need : Gaius
- 2014 : Playhouse Presents : John
- 2015 : Artsnight : Présentateur
- 2015 : Trollied : Frank Uture
- 2021 : Le Tour du monde en quatre-vingts jours : Grayson

##### Téléfilms
- 1965 : Romeo and Juliet : Capulet (en tant que Iain Wilson)
- 1983 : Those Glory Glory Days : Arnold - Journalist
- 1986 : The Alamut Ambush : Sir John Ryle
- 1987 : Murder by the Book : Sir Max Mallowan
- 1988 : The Four Minute Mile : Harold Abrahams
- 1992 : The Other Side of Paradise : Doc Reid
- 1994 : Butter : Steven Williams
- 1994 : Entertainment Cops : Chief
- 1996 : Lord of Misrule : Bill Webster
- 1998 : Ted & Ralph : Landowner at Party
- 1999 : The Nearly Complete and Utter History of Everything : Monty DeLauncy
- 2002 : Dick Whittington : Sally the Cook
- 2002 : Jeffrey Archer: The Truth : Duke of Edinburgh
- 2004 : King of Fridges : Frank
- 2004 : The All Star Comedy Show : Various Roles
- 2006 : A Harlot's Progress : Sir James Thornhill
- 2006 : The True Voice of Prostitution
- 2007 : Reichenbach Falls : Arthur Conan Doyle
- 2010 : The One Ronnie : Party Invité
- 2015 : Danny and the Human Zoo : James Broughton
- 2016 : A Midsummer Night's Dream : Starveling

### Réalisateur

#### Séries télévisées
- 1970 : ITV Playhouse

### Parolier

#### Séries télévisées
- 1990-1996 : One Foot in the Grave

##### Téléfilms
- 2002 : Dick Whittington